# Charterhouse School

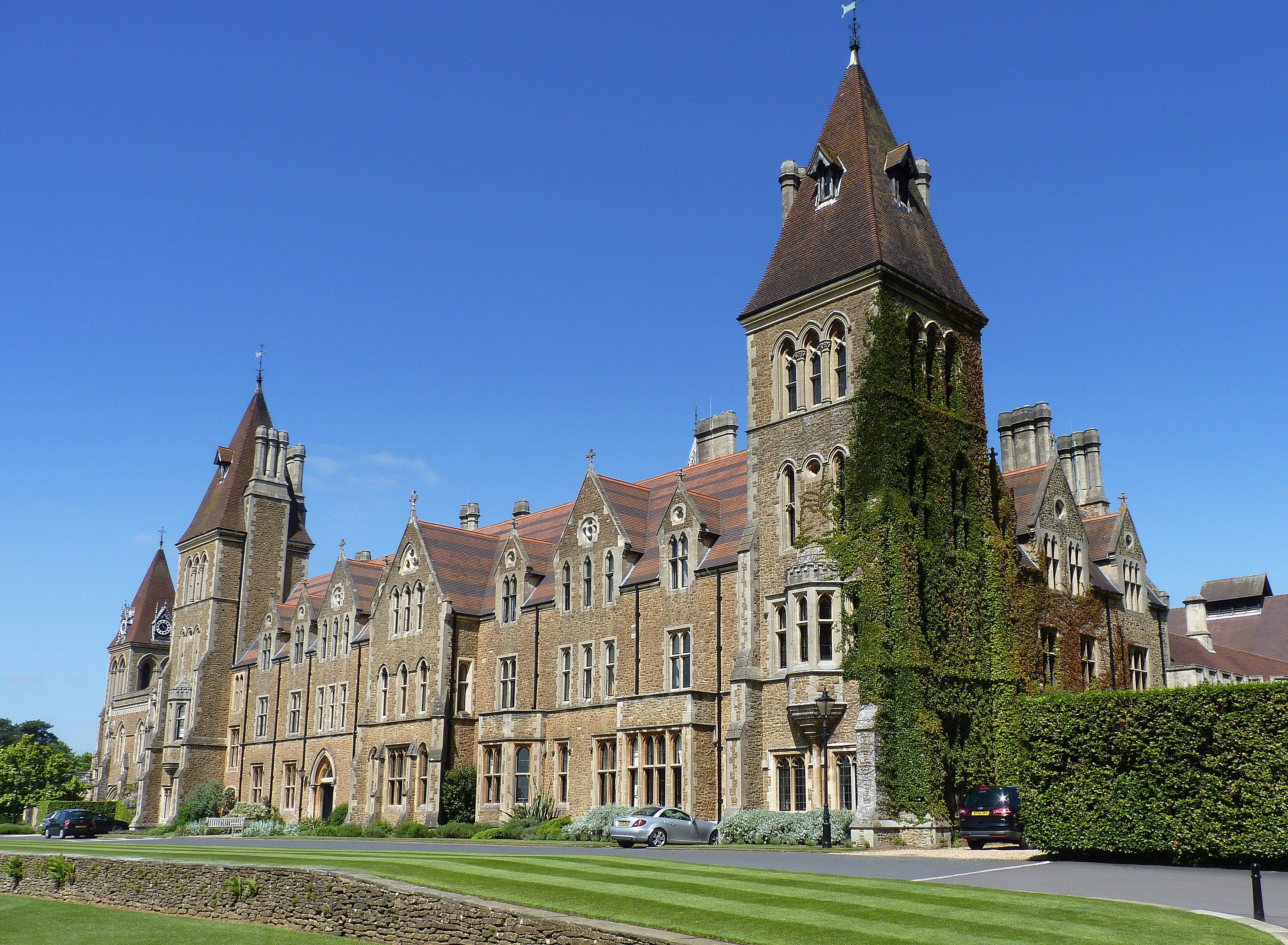
Charterhouse School, Godalming, Surrey, Juin 2013.

Charterhouse School, originellement The Hospital of King James and Thomas Sutton in London Charterhouse, ou plus simplement Charterhouse, est une public school située entre Hurtmore et Godalming, dans le Surrey, en Angleterre. L'établissement fait partie des neuf écoles publiques les plus prestigieuses qui figurent dans le Public Schools Act de 1868. 

## Histoire
L'école fut fondée à Londres par Thomas Sutton en 1611 sur l'emplacement d'un ancien monastère de Chartreux, dans le bourg de Smithfield. Les élèves portent encore aujourd'hui le nom de Carthusians, qui signifie « chartreux ». Initialement réservée aux garçons, Charterhouse a accueilli des filles à partir des années 1970.

## Anciens élèves

### Du XVIIeau XIXesiècle
- Joseph Addison
- Robert Baden-Powell
- Max Beerbohm
- Wyndham Halswelle
- Edward Law (1er baron Ellenborough)
- Henry Liddell
- Richard Lovelace
- William Hyde Wollaston
- John Murray
- Robert Walpole (érudit)
- Charles Aubrey Smith
- Richard Steele
- Alfred Stephen
- William Makepeace Thackeray
- John Wesley
- Ralph Vaughan Williams

### XXeet XXIesiècles
- Jonathan King, producteur de musique. Il a nommé le groupe Genesis et produit leur premier album
- Tony Banks, claviériste de Genesis
- Peter Gabriel, ex-chanteur de Genesis
- Anthony Phillips, premier guitariste de Genesis
- Mike Rutherford, bassiste et guitariste de Genesis
- Chris Stewart, premier batteur de Genesis
- Philip Game, général de corps d'armée
- Robert Graves, poète et romancier
- Richard Hughes, écrivain
- Peter James, écrivain, scénariste et producteur de cinéma
- Peter Yates, réalisateur
- Charles Melchior de Molènes, universitaire, écrivain et conférencier français.
- Simon Russell, pair et personnalité politique britannique.